# Uniwersytet w Örebro
Uniwersytet w Örebro (szw. Örebro universitet) – szwedzka publiczna szkoła wyższa w Örebro, powstała w 1999 roku. Obecnie zatrudnia 1 500 pracowników, kształci około 15 300 studentów.

## Struktura uczelni (wydziały)
- Wydział Nauk Humanistyczne, Pedagogicznych i Społecznych
- Wydział Nauk o Zdrowiu
- Wydział Nauk Medycznych
- Wydział Prawa, Psychologii i Praca Socjalnej
- Wydział Nauk Ścisłych i Technologii
- Szkoła Hotelarstwa i Sztuki Kulinarnej
- Szkoła Biznesu
- Kolegium Muzyczne

## Studia
Studia na uczelni są bezpłatne. Oferta edukacyjna oferuje studia w systemie trzystopniowym (studia licencjackie, magisterskie oraz doktoranckie). Uniwersytet oferuje miejsca w domach studenckich, wymianę studencką, kształcenie obcokrajowców w języku szwedzkim i angielskim (wybrane kierunki, studia magisterskie uzupełniające, 2 letnie).

## Kierunki oferowane w języku angielskim, dające tytuł magistra
- Economics and Econometrics - International Master Program
- Education in Democracy and Social Justice - International Master Program
- Electronic Government - International Master Program
- Global Journalism - International Master Program
- Robotics and Intelligent Systems - International Master Program

## Warunki kształcenia
Szkoła posiada nowoczesne budynki dydaktyczno-naukowe, bibliotekę uniwersytecką (800 miejsc do czytania, 285 000 woluminów książek, 8700 woluminów magazynów). Uniwersytet jest w trakcie organizacji kampusu dla studentów. Bierze udział w różnych programach współpracy międzynarodowej pomiędzy szkołami wyższymi, np. w programie SOCRATES - ERASMUS, organizuje kontakt z lokalnym środowiskiem gospodarczym i przemysłowym.